# Joel Griffiths
Joel Michael Griffiths (ur. 21 sierpnia 1979 w Sydney) – australijski piłkarz występujący na pozycji napastnika. Brat Adama Griffithsa oraz Ryana Griffithsa, także piłkarzy.

## Kariera klubowa
Griffiths seniorską karierę rozpoczął w 1998 roku w zespole Sydney United z National Soccer League. W 1999 roku zdobył z nim mistrzostwo tych rozgrywek. W tym samym roku odszedł do innego zespołu NSL, Parramatty Power. Spędził w nim 2 lata. Następnie przez 2 lata występował w Newcastle UFC, także występującym w NSL.
W 2003 roku Griffiths podpisał kontrakt ze szwajcarskim Neuchâtel Xamax. W Swiss Super League zadebiutował 16 lipca 2003 roku w wygranym 1:0 pojedynku z Grasshoppers Zurych. 19 lipca 2003 roku w wygranym 2:0 spotkaniu z FC Sankt Gallen strzelił pierwszego gola w Swiss Super League. W Neuchâtel występował przez 2,5 roku.
Na początku 2006 roku Griffiths przeszedł do angielskiego Leeds United z Championship. W ciągu pół roku rozegrał tam 2 spotkania. W 2006 roku wrócił do Australii, gdzie został graczem klubu Newcastle Jets (A-League), w którym już grał, gdy ten nosił nazwę Newcastle UFC. W 2008 roku zdobył z zespołem mistrzostwo A-League. Z 12 bramkami na koncie został także królem strzelców tych rozgrywek.
Z Newcastle Griffiths był wypożyczany do japońskiego Avispa Fukuoka oraz chińskiego Beijing Guo’an. Z tym drugim w 2009 roku zdobył mistrzostwo Chin, a w 2010 roku podpisał z nim kontrakt. Jego zawodnikiem był do 2011 roku. Następnie występował w zespołach Shanghai Shenhua, Sydney, Qingdao Jonoon, Newcastle Jets oraz Wellington Phoenix. W 2015 roku zakończył karierę.

## Kariera reprezentacyjna
W reprezentacji Australii Griffiths zadebiutował 9 października 2005 w wygranym 5:0 towarzyskim meczu z Jamajką, w którym strzelił też gola. W latach 2005–2008 w drużynie narodowej rozegrał 3 spotkania i zdobył 1 bramkę.